# Titularbistum Basilinopolis
Basilinopolis (ital.: Basilinopoli) ist ein Titularbistum der römisch-katholischen Kirche.
Es geht zurück auf ein früheres Bistum der antiken Stadt gleichen Namens in der kleinasiatischen Landschaft Bithynien in der heutigen Türkei, das der Kirchenprovinz Nikomedia angehörte.
| Titularbischöfe von Basilinopolis |                                             |                                                               |                   |                    |
| Nr.                               | Name                                        | Amt                                                           | von               | bis                |
| 1                                 | Gregory Luo Wenzao OP (Gregor Lou Wen-tsao) | Apostolischer Vikar von Nanking (China)                       | 4. Januar 1674    | 10. April 1690     |
| 2                                 | Edmund Bélot MEP                            | Apostolischer (Koadjutor-) Vikar von West-Tonking (Vietnam)   | 20. Oktober 1696  | 2. Januar 1717     |
| 3                                 | Carl Friedrich von Wendt                    | Weihbischof in Hildesheim (Deutschland)                       | 25. Juni 1784     | 21. Januar 1825    |
| 4                                 | John Joseph Hughes                          | Koadjutorbischof von New York (USA)                           | 20. August 1837   | 20. Dezember 1842  |
| 5                                 | François Baudichon                          | Apostolischer Vikar von Marquesas (Französisch-Polynesien)    | 14. August 1844   | 11. Juni 1882      |
| 6                                 | François-Eugène Lions MEP                   | Apostolischer Vikar von Kuiceu (China)                        | 22. Dezember 1871 | 24. April 1893     |
| 7                                 | Karl Ernst Schrod                           | Weihbischof in Trier (Deutschland)                            | 17. April 1894    | 10. April 1914     |
| 8                                 | Pedro Pablo Drinot y Piérola SSCC           | emeritierter Bischof von Huánuco (Peru)                       | 21. Oktober 1920  | 11. September 1935 |
| 9                                 | Alexandre Poncet SM                         | Apostolischer Vikar von Wallis und Futuna (Wallis und Futuna) | 11. November 1935 | 18. September 1973 |